# Hollywood-Indianer
Hollywood-Indianer (Originaltitel: Reel Injun) ist ein kanadischer Dokumentarfilm aus dem Jahr 2009 unter der Regie des Cree-Filmemachers Neil Diamond, Catherine Bainbridge, und Jeremiah Hayes, der die Darstellung der amerikanischen Ureinwohner im Film untersucht. Hollywood Indianer wird mit Ausschnitten aus klassischen und zeitgenössischen Darstellungen von Ureinwohnern in Hollywood-Filmen und Interviews mit Filmemachern, Schauspielern und Filmhistorikern illustriert, während Regisseur Diamond durch die Vereinigten Staaten reist, um ikonische Schauplätze der Filmgeschichte und der Geschichte der amerikanischen Indianer zu besuchen.
Hollywood-Indianer untersucht die verschiedenen Stereotypen über die Eingeborenen im Film, vom edlen Wilden bis zum betrunkenen Indianer. Der Film porträtiert Figuren wie Iron Eyes Cody, einen Italo-Amerikaner, der sich auf der Leinwand als Indianer neu erfand. Der Film untersucht auch die Praxis Hollywoods, Italo-Amerikaner und amerikanische Juden für die Darstellung von Indianern in Filmen einzusetzen, und zeigt, wie einige indianische Schauspieler auf der Leinwand Witze in ihrer Muttersprache machten, obwohl der Regisseur dachte, dass sie nur Kauderwelsch sprachen.

## Konzeption
Der Film wurde zum Teil durch Diamonds eigene Erfahrungen als Kind in Waskaganish, Québec inspiriert, wo er und andere indigene Kinder nach Westernvorführungen in ihrer abgelegenen Gemeinde Cowboys und Indianer spielten. Diamond erinnert sich daran, dass die Kinder zwar Indianer waren, aber alle Cowboys sein wollten. Als Diamond älter war, wurde er von Nicht-Indianern gefragt, ob sein Volk in Tipis lebte und auf Pferden ritt, woraufhin ihm klar wurde, dass ihre Vorurteile über die Ureinwohner auch aus Filmen stammten.

## Interviews
Zu den Interviewpartnern gehören Sacheen Littlefeather, Zacharias Kunuk, Clint Eastwood, Adam Beach, Jim Jarmusch, Robbie Robertson (Mohawk-Künstler), Russell Means, Wes Studi (Cherokee-Schauspieler) und die Wissenschaftlerinnen Angela Aleiss (Autorin/Filmhistorikerin) und Melinda Micco (Filmhistorikerin der Seminolen) sowie der Filmkritiker Jesse Wente (Ojibwe-Filmkritiker).
Weitere Interviewpartner sind Effie und James Atene (Navajo-Älteste, die als Statisten in John-Ford-Filmen mitwirkten), Andre Dudemaine (Innu-Filmhistoriker), David Kiehn (Stummfilmhistoriker), Richard Lamotte („einer der größten Kostümbildner Hollywoods“) und Rod Rondeaux (Crow-Stuntman).

## Drehorte
Der Dokumentarfilm ist teilweise als Roadmovie aufgebaut, wobei Diamond Schauplätze in den Vereinigten Staaten und im kanadischen Norden besucht. In den USA ist er mit einem „rez car“ unterwegs, einem kaputten Auto, das häufig in Indianerreservaten benutzt wird, wie in Hollywood-Indianer mit einer Sequenz aus dem Film Smoke Signals gezeigt wird. Zu den besuchten Orten gehören die Black Hills von South Dakota und Wounded Knee, Camp Nominingue, die Crow Agency in Montana sowie das Monument Valley.

## Veröffentlichung
In Kanada feierte der Film seine Uraufführung auf dem Toronto International Film Festival im September 2009, gefolgt von Vorführungen auf dem indigenen ImagineNATIVE Film + Media Arts Festival. Hollywood-Indianer wurde zunächst in begrenztem Umfang in Kinos in Toronto und Vancouver gezeigt; am 28. März 2010 hatte er seine Fernsehpremiere in der Serie The Passionate Eye von CBC News Network. Hollywood-Indianer hatte seine lokale Premiere in Montreal auf dem International Festival of Films on Art, gefolgt von einer kommerziellen Vorführung im Cinema du Parc.
In den Vereinigten Staaten wurde der Film auf dem SXSW-Festival im März 2009 uraufgeführt, am 2. November 2010 wurde er in der PBS-Serie Independent Lens ausgestrahlt. Vom 14. bis 20. Juni 2010 war er im Museum of Modern Art zu sehen.

## Preise
Hollywood-Indianer erhielt bei den Gemini Awards 2010 drei Auszeichnungen: Den Academy of Canadian Cinema and Television Diversity Award für das beste multikulturelle Programm, die beste Regie in einem Dokumentarfilm sowie Elizabeth Klinck und Laura Blaney für die beste visuelle Recherche. Er wurde im Mai 2011 mit dem Peabody Award für die besten elektronischen Medien ausgezeichnet.

## Die Renaissance des indianischen Kinos
Der Dokumentarfilm erwähnt die folgenden Filme als Teil der „Renaissance des Indigenen Films“, d. h. Filme von Indigenen über die indigene Erfahrungen, die „die Indigenen als Menschen darstellen“ und die Kulturen der Indigenen auf authentische Weise wiedergeben:
- Smoke Signals, 1998
- Tanz mit einem Mörder, 1994
- Flags of Our Fathers, 2006
- Atanarjuat – Die Legende vom schnellen Läufer, 2001 -- „Ein Film, der das Kino der Ureinwohner revolutioniert hat“ und „der indianischste Film, der je gedreht wurde.“ (siehe 1:18)
- Whale Rider, 2002 - Neuseeland
- Die letzte Kriegerin, 1994 - Neuseeland
- Skins, 2002
- 10 Kanus, 150 Speere und 3 Frauen, 2006 - Australien
- Long Walk Home, 2002 - Australien

Erwähnenswert ist auch ein Stummfilm aus dem Jahr 1930, Der unsichtbare Feind (eine Anspielung auf den Hunger), der in diesem Dokumentarfilm als „einer der authentischsten Filme seiner Zeit mit echten indianischen Schauspielern“ bezeichnet wird (in diesem Dokumentarfilm werden 19 Minuten davon besprochen). In diesem Dokumentarfilm erklärt der Stummfilmhistoriker David Kiehn, dass es in der Stummfilmzeit viele „amerikanische Ureinwohner gab, die Regie führten und in Filmen mitspielten, und sie brachten auch ihre Ansichten mit ein. Und diese wurden gehört“. Doch dann, so heißt es in diesem Dokumentarfilm, „[I]n den 1930er Jahren verwandelte sich [die Hollywood-Darstellung] des Indianers in einen brutalen Wilden“. Die Filmhistorikerin Angela Aleiss erklärt: „In den frühen 1930er Jahren kamen eine Reihe von Filmen heraus, die in die Fußstapfen von Der unsichtbare Feind traten, und die Indianer waren die Stars dieser Filme, aber... sie floppten an den Kinokassen. Die Amerikaner waren nicht sonderlich an ihnen interessiert“. Der Dokumentarfilm behauptet, dass „Amerika, das sich durch die Große Depression kämpfte, einen neuen Helden [brauchte]“. Filme wie Ringo, in denen Cowboys gegen Indianer antraten und die Ureinwohner Amerikas als „bösartig und blutrünstig“ dargestellt wurden, prägten bis in die 1970er Jahre das Bild der Indianer in Hollywood.

## Indigene Schauspieler und Darsteller
Neben den (oben genannten) Darstellern werden in diesem Dokumentarfilm auch die folgenden indigenen Schauspieler und Darsteller erwähnt, die dazu beigetragen haben, die Darstellung der indigenen Völker zu verändern:
- Charlie Hill - ein Oneida-Cree Comedian
- Will Sampson - ein Creek Darsteller, der „Chief Bromden“ in Einer flog über das Kuckucksnest (1975) und „Ten Bears“ in Der Texaner (1976) spielte
- Dan George - ein Tsleil-Waututh-Darsteller und Häuptling der Tsleil-Waututh Nation, der „Old Lodge Skins“ in Little Big Man (1970) und „Lone Watie“ in Der Texaner (1976) sowie viele weitere Rollen in anderen Filmen spielte
- Graham Greene - ein Oneida-Darsteller, der „Kicking Bird“ in Der mit dem Wolf tanzt (1990) und „Mogie Yellow Lodge“ in Skins (2002) spielte, sowie weitere Rollen in vielen anderen Filmen
- Adam Beach - ein Saulteaux-Darsteller, der unter anderem „Frank Fencepost“ in Tanz mit einem Mörder (1994), „Victor“ in Smoke Signals (1998) und „Ira Hayes“ in Flags of Our Fathers (2006) spielte
- Evan Adams - ein Oneida-Darsteller, der u. a. „Thomas Builds-the-Fire“ in Smoke Signals (1998) spielt
- Natar Ungalaaq - ein Inuit-Darsteller, der „Atanarjuat“ in Atanarjuat – Die Legende vom schnellen Läufer (2001) spielte, neben anderen Rollen in anderen Filmen
- Rod Rondeaux - ein Crow-Stuntman

Plus:
- Häuptling Büffelkind Langspeer - ein afroamerikanischer Schauspieler, der den Baluk in Der unsichtbare Feind (1930) spielte
- Iron Eyes Cody - ein italo-amerikanischer Schauspieler, der in vielen Filmen als amerikanischer Ureinwohner auftrat und in den späten 1960er und 1970er Jahren in der berühmten „Keep America Beautiful“-Werbung gegen Müll im Fernsehen eine Träne vergoss.